# Loikansaari (ö, lat 62,29, long 28,72)
Loikansaari är en ö i Finland. Den ligger i sjön Enonvesi och i kommunen Heinävesi i den ekonomiska regionen  Nyslotts ekonomiska region  och landskapet Södra Savolax, i den sydöstra delen av landet, 300 km nordost om huvudstaden Helsingfors. Öns största längd är 13 kilometer i sydöst-nordvästlig riktning.